# Arhavi
Arhavi (lasisch არქაბი/Arkabi; georgisch არქაბი/Arkabi) ist eine Stadt in der Provinz Artvin am nordöstlichen Schwarzen Meer in der Türkei. Die an der Küste gelegene Stadt Arhavi beherbergt etwa 82 Prozent der Landkreisbevölkerung.
Der Landkreis ist der drittkleinste der Provinz und liegt im Westen dieser. Im Norden bildet der Kreis Hopa die Grenze, im Osten Murgul und im Südwesten der Kreis Fındıklı der Provinz Rize. Das Gelände steigt von der Küste steil bis auf 3000 Meter an. Hohe Berge des Landkreises sind Çatalkaya (2985 m), Koyunyayla (2292 m), Mete (2142 m) und Dikme (2068 m). Der einzige Fluss ist der Kapistre Deresi. Neben der im Norden des Kreises gelegenen Kreisstadt gehören noch 30 Dörfer (Köy) mit durchschnittlich 132 Einwohnern zum Kreis. Kavak ist mit 421 Einwohnern das größte Dorf. Ein bedeutender Teil der Einwohner im Kreis sind Lasen.
Jährlich findet in Arhavi ein Festival statt, das bei den Bewohnern sehr beliebt ist. Das Festival dauert in der Regel 3–4 Tage. Morgens gibt es Wettbewerbe, an denen jeder Bürger teilnehmen kann, und abends gibt es Konzerte von berühmten und beliebten Sängern.